# Ptecticus temasekianus
Ptecticus temasekianus är en tvåvingeart som beskrevs av Roszkosny och Kovac 2003. Ptecticus temasekianus ingår i släktet Ptecticus och familjen vapenflugor.
Artens utbredningsområde är Singapore. Inga underarter finns listade i Catalogue of Life.